# Victor Boin
Victor Boin (Bruxelas, 28 de fevereiro de 1886 – Bruxelas, 31 de março de 1974) foi um nadador de estilo livre, jogador de polo aquático e esgrimista belga. Competiu nos Jogos Olímpicos de Verão de 1908, 1912 e 1920.
Boin foi o primeiro atleta a pronunciar o juramento olímpico durante os Jogos de 1920 em Antuérpia.